# William Bartram

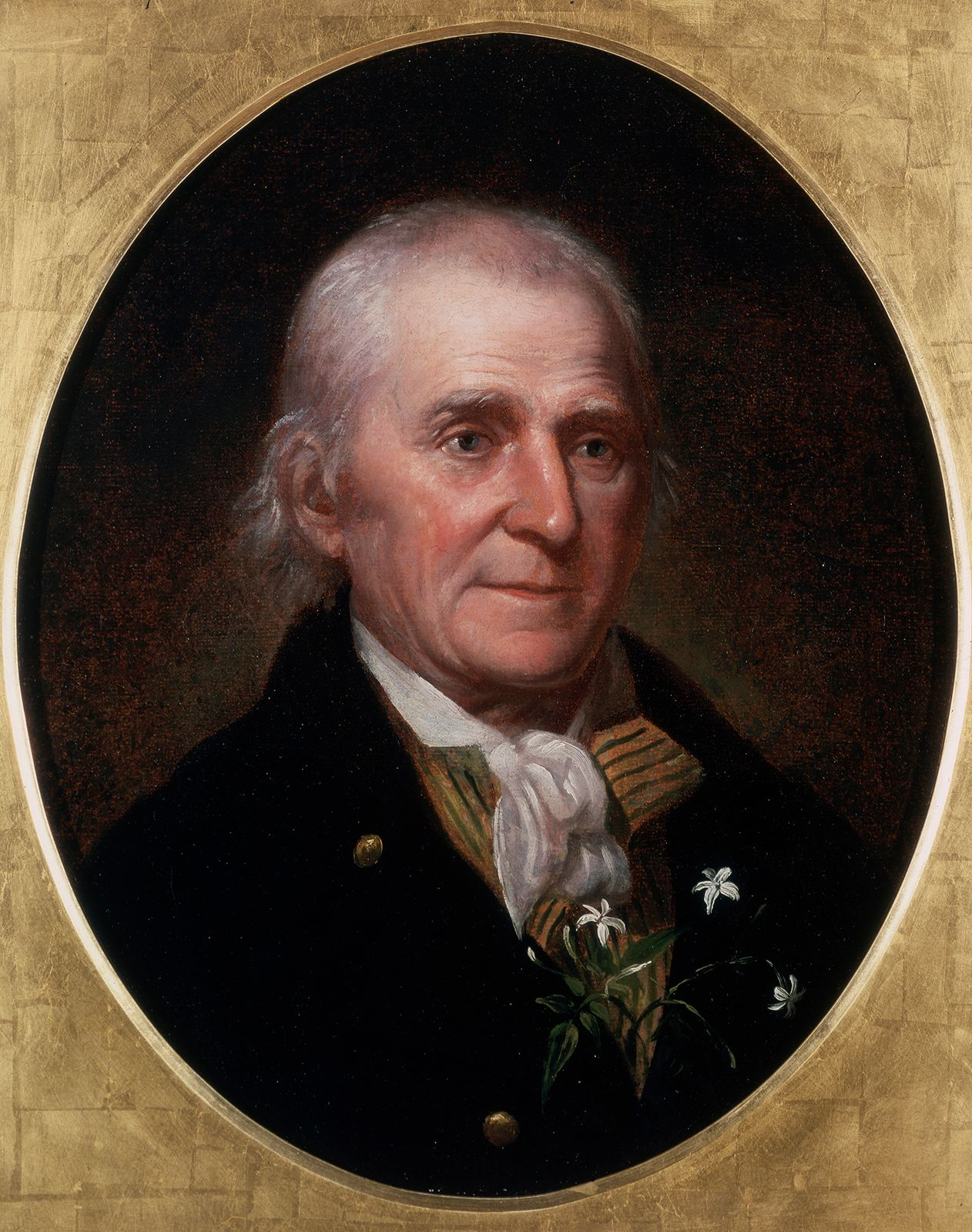
William Bartram

William Bartram ( Kingsessing Pensilvânia 20 de abril de 1739 – Kingsessing, 22 de julho de 1823) foi um botânico e naturalista norte-americano , e filho de John Bartram.

#### Principais características e contribuições:
Família e formação: Filho de John Bartram, também famoso botânico e fundador do primeiro jardim botânico da América. Cresceu em uma família dedicada ao estudo da natureza.
Expedições: Entre 1773-1777, realizou uma expedição épica pelo sudeste americano (Geórgia, Florida, Carolina do Norte e do Sul, Alabama), documentando meticulosamente a flora, fauna e povos nativos da região.
Obra principal: Seu livro "Travels Through North and South Carolina, Georgia, East and West Florida" (1791) tornou-se um clássico da literatura naturalista americana, influenciando escritores como Samuel Taylor Coleridge e William Wordsworth.
Contribuições científicas: Catalogou centenas de espécies de plantas e animais, muitas delas pela primeira vez. Seus desenhos e descrições detalhadas foram fundamentais para o desenvolvimento da história natural americana.
Estilo único: Combinava rigor científico com uma prosa poética e filosófica, refletindo uma visão romântica da natureza que antecipou o movimento transcendentalista.

## Obras
- Travels through North and South Carolina, Georgia, East and West Florida, the Cherokee Country, etc. 1791.